# SV Wilhelmsburg
Der SV Wilhelmsburg ist ein Sportverein aus dem Hamburger Stadtteil Wilhelmsburg. Die erste Fußballmannschaft der Frauen spielt in der Landesliga und nahm zweimal am DFB-Pokal teil. Die erste Fußballmannschaft der Herren erreichte nach der Fusion die sechstklassige Landesliga Hansa als bislang höchste Liga und spielt aktuell nach dem Rückzug aus der Bezirksliga in der Kreisliga.
Neben Fußball werden auch die Sportarten Ballett, Beachsport, Speed-Badminton, Boxen, Faustball, Fitness, Handball, Jazzdance, Judo, Karate, Leichtathletik, Schwimmen, Tennis, Tischtennis, Turnen und Volleyball angeboten. Zudem gibt es den Spielmannszug Music Lions Wilhelmsburg.

## Geschichte

### Gründung
Der SV Wilhelmsburg entstand im Jahre 2003 durch die Fusion des Wilhelmsburger SV 93 mit dem TSC Viktoria Wilhelmsburg-Veddel und dem TV Jahn Wilhelmsburg. Der Wilhelmsburger SV 93 entstand am 8. Mai 1972 durch die Fusion der Vereine Wilhelmsburg 09, TSV Vorwärts Hamburg-Wilhelmsburg und Box-Club Wilhelmsburg. Der TSC Viktoria Wilhelmsburg-Veddel wurde am 1. Juli 1974 durch die Fusion von Viktoria Wilhelmsburg mit dem TSV Veddel gebildet. Die erfolgreichsten Stammvereine im Fußball waren Wilhelmsburg 09 und Viktoria Wilhelmsburg, deren Fußballer in den 1930er und 1940er Jahren sieben bzw. drei Jahre in der höchsten Spielklasse, der Gauliga Nordmark antraten. Im Feldhandball spielte der TSV Veddel ab 1951 mehrere Jahre in der Oberliga Nord, ebenfalls die seinerzeit höchste Spielklasse.

### Fußball
Die unmittelbaren Nachfolgevereine konnten nicht an diese Erfolge anknüpfen. Der Wilhelmsburger SV 93 kam nie über die zweithöchste hamburgische Amateurliga hinaus. Der TSC Viktoria Wilhelmsburg-Veddel spielte von 1976 bis 1978 und von 1980 bis 1992 in der höchsten hamburgischen Spielklasse und verpasste 1986 als Vierter nur knapp die Teilnahme an der Aufstiegsrunde zur Oberliga Nord. Nach der Fusion startete die erste Herrenmannschaft in der Landesliga Hansa, aus der die Mannschaft im Jahre 2009 abstieg. Vier Jahre später wurde der SVW Vizemeister und schaffte über die Aufstiegsrunde den Wiederaufstieg in die Landesliga. Nach nur einem Jahr folgte 2014 der direkte Wiederabstieg in die Bezirksliga.
Erfolgreicher sind die Fußballerinnen, die seit der Fusion im Jahre 2003 in der Verbandsliga Hamburg spielen. In den Jahren 2008 und 2011 wurden die Wilhelmsburgerinnen jeweils Vizemeister. 2010 und 2011 gewann die Mannschaft den Hamburger Pokal und qualifizierte sich damit jeweils für den DFB-Pokal. Dort gab es in den ersten Runden jeweils zweistellige Niederlagen gegen Zweitligisten. 2010/11 setzte sich der FFC Oldesloe 2000 mit 10:0, ein Jahr später der 1. FC Lübars mit 11:1 durch.

### Tischtennis
Tischtennis wurde ursprünglich beim TSC Viktoria Wilhelmsburg-Veddel und beim TV Jahn Wilhelmsburg gespielt, wobei beide Vereine im Herrenbereich nicht über die Bezirksliga hinauskamen. Die Damen von Viktoria spielten kurzfristig in der 2. Landesliga. Bereits Mitte der 1990er Jahre, also vor der Gründung des SV Wilhelmsburg bildeten beide Vereine gemeinsam mit dem Eisenbahnersportverein Einigkeit Wilhelmsburg, der als langjähriger Stadtligist über die mit Abstand erfolgreichste Tischtennisabteilung auf der Elbinsel verfügte, und dem Arbeitersportverein SV Vorwärts 93 Ost aus Georgswerder die TTG Wilhelmsburg. Nach der Gründung des SV Wilhelmsburg verließen die Tischtennisabteilungen von Einigkeit und Vorwärts Ost ihre Stammvereine und beteiligten sich am SV Wilhelmsburg. In der Spielzeit 2024/25 nimmt der SV Wilhelmsburg mit sechs Herren- und einer Damen-Mannschaft am Spielbetrieb teil, wobei die erste Herren-Mannschaft in der 1. Bezirksliga, der vierthöchsten Hamburger Spielklasse antritt.

## Persönlichkeiten
- Stephan Ambrosius (* 1998, Fußball)